# 李春發
李春發（？—1864年），清末廣西省人，太平天國順王。

## 生平
1858年封益天福。1859年授護京正主將。1860年，封為天朝九門御林忠誠貳天將兼京畿統管，與干王洪仁玕、幼贊王蒙時雍、章王林紹璋主政。1861年封順王。1864年天京陷落，在湖熟戰死。一說下落不明。